# Ormosia inaequispina
Ormosia inaequispina är en tvåvingeart som beskrevs av Alexander 1940. Ormosia inaequispina ingår i släktet Ormosia och familjen småharkrankar. Inga underarter finns listade i Catalogue of Life.